# Volo World Airways 30
Il volo World Airways 30 era un aereo di linea passeggeri da Oakland a Boston con scalo intermedio a Newark, negli Stati Uniti d'America. Il 23 gennaio 1982, un McDonnell Douglas DC-10-30CF operante su tale rotta, uscì di pista durante l'atterraggio all'aeroporto Internazionale Generale Edward Lawrence Logan di Boston. Due dei passeggeri non sono mai stati trovati e si presume che siano annegati.

## L'aereo
Il velivolo coinvolto nell'incidente era un McDonnell Douglas DC-10-30CF alimentato da tre motori turboventola General Electric CF6-50C2, numero di serie 47821, numero di linea 320, codice di registrazione N113WA. Al momento dell'incidente, l'aereo volava da poco meno di due anni.

## L'incidente
La prima parte del volo avvenne senza incidenti. Il volo 30 ripartì da Newark sotto il comando del comandante Peter Langley (58 anni), del primo ufficiale Donald Hertzfeld (38 anni) e dell'ingegnere di volo William Rodger (56 anni).
Il DC-10 atterrò a 2 800 piedi (850 m) oltre la soglia sulla quale normalmente atterrano i velivoli. In circostanze normali, un tale evento sarebbe stato di minore importanza e l'aereo avrebbe avuto spazio sufficiente per fermarsi completamente sui 10 000 piedi (3 000 m) di lunghezza della pista. Tuttavia quel giorno la pista era coperta di ghiaccio e l'azione frenante fu scarsa o totalmente assente.
Quando era ormai evidente che l'aereo non sarebbe stato in grado di fermarsi sulla pista, e poiché non vi era spazio sufficiente per decollare di nuovo, i piloti virarono per evitare di colpire le luci di avvicinamento. L'aereo quindi scivolò attraverso un campo e una via di rullaggio prima di fermarsi nelle fredde acque del porto di Boston (-1 °C).
La parte del DC-10 che ospitava la cabina di pilotaggio dell'aeromobile e la cucina di prua si separarono dalla sezione principale dell'aeromobile, e la prima fila di sedili passeggeri fu sommersa. I tre piloti, due assistenti di volo e tre passeggeri finirono in acqua. Due passeggeri non sono mai stati trovati ed è stata dichiarata la loro presunta morte per annegamento. Gli altri 210 tra passeggeri e membri dell'equipaggio, tra cui il documentarista e conduttore televisivo Justine Shapiro, sono sopravvissuti.

## Le indagini
Il final report, pubblicato dall'NTSB il 10 luglio 1985, tre anni e sei mesi dopo l'accaduto, riporta che la probabile causa dell'incidente è stata la minima efficacia di frenata sulla pista coperta di ghiaccio; l'incapacità della direzione dell'aeroporto internazionale di Boston-Logan di esercitare i massimi sforzi per valutare le condizioni della pista per garantire la continua sicurezza delle operazioni di atterraggio; l'incapacità del controllo del traffico aereo di trasmettere al pilota i rapporti più recenti sull'azione di frenata; e la decisione del capitano di accettare e mantenere una velocità eccessiva derivata dal sistema di controllo della velocità durante l'avvicinamento, che ha causato l'atterraggio dell'aereo a circa 2 800 piedi (850 m) oltre la soglia della pista.